# Marracuene
Marracuene é uma vila moçambicana, sede do distrito do mesmo nome (província de Maputo). Encontra-se situada na margem direita do rio Incomati. Durante o período colonial, Marracuene era conhecida pelo nome de Vila Luísa.
Foi nesta localidade que se travou, a 2 de Fevereiro de 1895, uma batalha, que ficou conhecida como Gwaza Muthine ou combate de Marracuene, entre as forças rongas comandadas pelo jovem príncipe Zixaxa e forças portuguesas comandadas pelo major Alfredo Augusto Caldas Xavier. As forças portuguesas, apesar de muito menos numerosas, ganharam a batalha graças à sua disposição em quadrado (a tática do «quadrado de Marracuene»).
A vila é atravessada pela Estrada Nacional nº 1, rodovia que a liga à cidade de Maputo, a sul, e à vila da Manhiça, a norte. Além disso, possui uma estação ferroviária do Caminho de Ferro do Limpopo.

## Ligação externa
Marracuene no Google Maps